# Atractodes turkuensis
Atractodes turkuensis är en stekelart som beskrevs av Jussila 1979. Atractodes turkuensis ingår i släktet Atractodes och familjen brokparasitsteklar. Inga underarter finns listade.